# (963) Iduberga
(963) Iduberga – planetoida z pasa głównego asteroid.

## Odkrycie
Została odkryta 26 października 1921 roku w Landessternwarte Heidelberg-Königstuhl w Heidelbergu przez Karla Reinmutha. Nazwa  pochodzi od imienia żeńskiego. Przed jej nadaniem planetoida nosiła oznaczenie tymczasowe (963) 1921 KR.

## Orbita
(963) Iduberga okrąża Słońce w ciągu 3 lat i 136 dni w średniej odległości 2,25 au. Planetoida należy do rodziny planetoidy Flora nazywanej też czasem rodziną Ariadne.